# Maria Zajączkowska (polityk)
Maria Zajączkowska (ur. 30 stycznia 1939 w Muszynie) – polska polityk, posłanka na Sejm I i II kadencji.
W 1961 ukończyła studia na Wydziale Chemicznym Politechniki Wrocławskiej. Była członkinią Ruchu Obywatelskiego Akcja Demokratyczna. W 1991 i 1993 uzyskiwała mandat posła I i II kadencji z listy Unii Demokratycznej, reprezentowała w Sejmie okręgi bydgoskie: nr 17 i nr 5. Należała następnie do Unii Wolności. W 1997 nie została ponownie wybrana do parlamentu. W rządzie Jerzego Buzka zajmowała stanowisko prezesa Narodowego Funduszu Ochrony Środowiska i Gospodarki Wodnej.